# Joseph Lanner
Joseph Franz Karl Lanner (født 11. april 1801 i Oberdöbling ved Wien, død sammesteds 14. april 1843) var en østrigsk komponist af dansemusik. Sammen med Johann Strauss den ældre grundlagde han wienermusiken.
Lanner erhvervede sig ved selvstudium de fornødne teoretiske kundskaber og dannede en strygekvartet, hvori Johann Strauss, hans senere rival, spillede bratsch, og for hvilken han arrangerede operapotpourrier, ouverturer osv. og skrev sine første danse. Efterhånden udvidedes kvartetten til et helt orkester, der under Lanners ledelse og med hans kompositioner vakte uhyre begejstring i Wien og de østrigske provinser. Han ledede, afvekslende med Strauss, dansemusikken i Redoutesalene og ved hofballerne, blev honoris causa udnævnt til kapelmester ved et regiment, blev æresborger i Wien, og fulgtes til jorden af over 20.000 mennesker. Lanner er den egentlige skaber af wienervalsen, idet han udvidede den oprindelige valseform, der kun bestod af nogle få 8-takters repriser, både med hensyn til form og indhold, melodisk og harmonisk, skrev desuden polkaer, ländler, marcher, potpourrier osv., tilsammen i et antal af over 200. Af Lanners tre børn trådte sønnen August Lanner (1834-1855) i faderens fodspor; en datter, Katharina (Kathi) Lanner (1831-1908), var en fremragende balletdanserinde; hun debuterede på Hofoperaen i Wien 1845 og besøgte senere alle Europas hovedstæder; i København optrådte hun vinteren 1867 på Folketeatret.